# Byadaramallenahalli, Gubbi
Byadaramallenahalli là một làng thuộc tehsil Gubbi, huyện Tumkur, bang Karnataka, Ấn Độ.